# Kelvin Cato
Kelvin T. Cato (ur. 26 sierpnia 1974 w Atlancie) – amerykański koszykarz, występujący na pozycji środkowego.

## Osiągnięcia
NCAA
- Uczestnik rozgrywek Sweet Sixteen turnieju NCAA (1997)
- Zaliczony do III składu All-Big 12 (1997)[1]
- Lider Konferencji Big 12 w blokach (1997)

NBA
- Uczestnik Rookie Challenge (1998)[1]